# Бабшук, Екатерина Александровна
Екатерина Александровна Бабшук (р. 18 сентября 1991) — полузащитница сборной Казахстана по футболу и «БИИК-Казыгурт».

## Биография
Бабшук занимается футболом с 13 лет в Кокшетау у Н. С. Боровского.
В составе «Жерим-КУ»
- чемпион РК по футболу среди молодёжных команд (U18), 2006, 2008гг;
- серебряный призёр Первенства РК по футболу среди молодёжных команд (U18) — 2007, 2009 гг;
- серебряный призёр чемпионата РК по футболу среди женских команд — 2008, 2009 гг;
- бронзовый призёр чемпионата Казахстана среди женских команд — 2010, 2011 гг;
- обладатель Кубка Казахстана — 2006, 2007 гг.
- Чемпион РК чемпионата среди женских команд — 2015 ,2016, 2017, 2018,2019,2020,2021,2022 гг. В составе ЖФК Биик — Шымкент
- Обладатель Кубка Казахстана среди женских команд — 2015 ,2016, 2017, 2018,2019,2020,2021,2022, 2023 гг. В составе ЖФК Биик — Шымкент

С 2008 года выступает за сборную.

## Образование
Образование: средне-специальное, студентка Академии «Кокше» по специальности «Физическая культура и спорт».
Высшее образование по специальности: Физическая культура и спорт